# Alex Schwazer
Alex Schwazer (Vipiteno, 26 de dezembro de 1984) é um marchador e campeão olímpico italiano.
Especializado na mais longa das modalidades da marcha atlética, Schwazer venceu a marcha de 50 km no Campeonato Mundial de Atletismo de 2005 onde conquistou o recorde nacional de 3:41:54 horas. No Campeonato Mundial de Atletismo de 2007, em Osaka, ele finalizou em décimo na marcha de 20 km e conquistou a medalha de bronze nos 50 km. Ele venceu a prova de 50 km em Pequim 2008, estabelecendo um novo recorde olímpico, onde obteve o tempo de 3:37:09.
No início de 2012, Schwazer testou positivo para EPO num exame antidoping e foi suspenso por três anos e meio de todas as competições, sendo impedido de participar de Londres 2012. Na época, pensou em abandonar o atletismo e considerou ter cometido um erro. Voltou porém às competições em 2016, vencendo a prova na Taça do Mundo de Marcha Atlética, realizada em maio em Roma, em sua cidade natal. Em junho, porém, poucas semanas antes da Rio 2016, Schwazer foi novamente pego em teste antidoping por aumento abusivo de testosterona, numa amostra colhida em janeiro do mesmo ano, logo após seu retorno às competições. Ele apelou ao Tribunal Arbitral do Esporte mas seu caso foi negado e ele recebeu uma suspensão de oito anos, sendo impedido de participar de competições até julho de 2024.